# Albizia numidarum
Albizia numidarum är en ärtväxtart som beskrevs av René Paul Raymond Capuron. Albizia numidarum ingår i släktet Albizia och familjen ärtväxter. Inga underarter finns listade i Catalogue of Life.